# 烏尼翁喬科
烏尼翁喬科（西班牙語：Unión Chocó）（西班牙語發音：[uˈnjon tʃoˈko]）是巴拿馬恩贝拉-沃南原住民区的一個城市。該城市座落於安貝拉自治區的塞馬科區，同時也是該地區的首府。

8°4.6′N 77°33′W / 8.0767°N 77.550°W